# Campeonato de Portugal 1924
Třetí ročník Campeonato de Portugal (portugalského fotbalového poháru) se konal od 18. května do 8. června 1924. Celkem turnaj odehráli již nově devět klubů.
Trofej získal poprvé v klubové historii SC Olhanense, který ve finále porazil FC Porto 4:2.